# Phareus raptator
Phareus raptator – gatunek kosarza z podrzędu Laniatores i rodziny Stygnidae. Jedyny znany przedstawiciel monotypowego rodzaju Phareus.

## Występowanie
Gatunek wykazany z Kolumbii oraz Wenezueli.